# Vasilij Trubetskoj
Vasilij Sergejevitj Trubetskoj (ryska: Василий Сергеевич Трубецкой), född 24 mars 1776, död 10 februari 1841 i Sankt Petersburg, var en rysk furste och militär.
Trubetskoj var generaladjutant hos tsarerna Alexander I och Nikolaus I, blev 1826 general i kavalleriet och dog som ledamot av riksrådet. Han var (1805–06) gift med hertiginnan Wilhelmine av Sagan. Hans sondotter Sonja ingick 1857 äktenskap med Charles de Morny. 